# Чулпаново (Нурлатский район)
Чулпа́ново (тат. Чулпан) — село в Нурлатском районе Республики Татарстан, административный центр и единственный населённый пункт Чулпановского сельского поселения.

## Этимология названия
Топоним произошел от космонима татарского происхождения «Чулпан» (Венера).

## География
Село находится на старице реке Большой Черемшан, в 29 км к северо-западу от города Нурлат. Вдоль села проходит автомобильная дорога регионального значения «Нурлат — Чувашский Тимерлек».

## История
Село основано в первой трети XVIII века. В дореволюционных источниках упоминается также как Барское Чулпаново. 
До реформы 1861 года жители относились к категории помещичьих крестьян. Занимались земледелием, разведением скота. 
В начале XX века здесь располагалось волостное правление; функционировали церковь, земская школа (открыта в 1882 году), больница (построена в 1913-1914 годах; памятник архитектуры), 2 водяные мельницы, 2 кузницы, крупообдирка, шерстобойня, 2 бакалейные лавки. В этот период земельный надел сельской общины составлял 1454 десятины. 
До 1920 года село являлось центром Старо-Максимкинской волости Чистопольского уезда Казанской губернии.

## Население
| 1782  | 1859  | 1897  | 1908  | 1920  | 1926  | 1938  |
| ----- | ----- | ----- | ----- | ----- | ----- | ----- |
| 104   | ↗537  | ↗798  | ↗930  | ↗1239 | ↘1041 | ↗1171 |
| 1949  | 1958  | 1970  | 1979  | 1989  | 2002  | 2010  |
| ↗1213 | ↘793  | ↗1678 | ↘1269 | ↘988  | ↗1141 | ↘1061 |
| 2012  | 2013  | 2014  | 2015  | 2016  | 2017  |       |
| ↘1041 | ↘1023 | ↘1007 | ↗1019 | ↘1006 | ↘984  |       |

Национальный состав села: татары – 77% (2002 год).

## Экономика
Жители занимаются полеводством, молочным скотоводством, свиноводством, пчеловодством.

## Социальные объекты и достопримечательности
Средняя школа, дом культуры, библиотека.
Здание больницы — памятник архитектуры начала XX века.

## Религиозные объекты
Мечеть.